# 堀内次雄

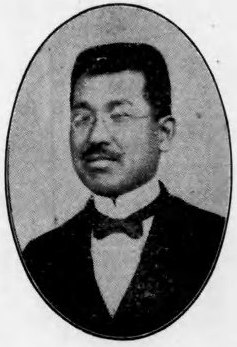
堀内 次雄

堀内 次雄（ほりうち つぎお/つぐお、1873年〈明治6年〉5月25日 - 1955年〈昭和30年〉5月12日）は、明治から昭和時代の医学者、大日本帝国陸軍軍医。

## 経歴
堀内直学の長男として丹波国多紀郡篠山北新町（現・兵庫県丹波篠山市北新町）に生まれ、1888年（明治21年）7月、家督を相続する。
1894年（明治27年）第二高等学校医学部（現・東北大学医学部）を卒業し、陸軍に入り、三等軍医となる。1896年（明治29年）台北病院医務嘱託、台北県医院医員、台湾総督府医院医員、台湾総督府医学校助教授、同校舍監、同校教授、同医院医長を歴任する。1912年（大正元年）多紀郡出身者として初めて医学博士の学位を授かる。1915年（大正4年）台湾総督府医学校長に任ぜられ、同府中央研究所技師を兼職した。
ほか、台湾中央研究所長、赤十字病院台湾支部医長、台湾在郷軍人会会長、台湾総督府評議会員などを務めた。
1955年（昭和30年）5月、脳軟化症により死去した。

## 栄典
位階
- 1936年（昭和11年）4月18日 - 正三位[7]

勲章等
- 1940年（昭和15年）8月15日 - 紀元二千六百年祝典記念章[8]